# Jacquemontia caerulea
Jacquemontia caerulea är en vindeväxtart som beskrevs av Jacques Denys Denis Choisy. Jacquemontia caerulea ingår i släktet Jacquemontia och familjen vindeväxter. Inga underarter finns listade i Catalogue of Life.